# پارک جنگلی جمارا
پارک جنگلی جمارا یک پارک جنگلی در گامبیا است. این پارک ۵۷۹ هکتار وسعت دارد.